# 黔丹湖水公園駅
座標: 北緯37度36分9秒 東経126度41分17秒 / 北緯37.60250度 東経126.68806度
黔丹湖水公園駅（コムダンホスゴンウォンえき）は、大韓民国仁川広域市西区にある仁川交通公社1号線の駅。駅番号は(I107)。

## 駅構造
- 相対式ホーム2面2線の地下駅。

## 駅周辺
- 黔丹湖水公園

## 歴史
- 2024年1月3日：駅名決定[1]
- 2025年6月28日：開業[2][3]。

## 隣の駅
仁川交通公社
●1号線
黔丹湖水公園駅 (I107) - 新黔丹中央駅 (I108)